# Karl Kröger (Landrat)
Karl Kröger (* 16. Dezember 1824 in Germerode; † 6. Februar 1897 in Rinteln) war ein deutscher Verwaltungsjurist und zuletzt Landrat des Kreises Rinteln.

## Leben
Kröger, Sohn eines Oberschulinspektors, wuchs in Witzenhausen auf und studierte Rechts- und Staatswissenschaften an der Universität Marburg. Nach dem Referendarexamen, das er 1848 am Obergericht in Kassel ablegte, wurde er dem Obergericht Rinteln zugewiesen. Ab 1850 war er beim Justizamt in Witzenhausen beschäftigt. Auf eigenen Wunsch trat er zur Verwaltungslaufbahn über und erhielt eine Anstellung bei der Kasseler Bezirksregierung. 1854 wurde er Kreissekretär in Gelnhausen, dann Regierungssekretär in Kassel, 1857 Referent und Assessor bei der Regierungskommission in Rinteln, womit er zugleich die Stellvertretung des Regierungskommissars übernahm. Nach der preußischen Okkupation des Kurfürstentums Hessen wurde er am 10. September 1866 zum kommissarischen Landrat ernannt. Er blieb auch nach der Eingliederung Kurhessens in den preußischen Staat am 3. Oktober 1866 im Amt und erhielt im März 1868 die definitive Anstellung als Landrat. 1867 kandidierte er erfolglos im Wahlkreis Rinteln zu den Wahlen für das Preußische Abgeordnetenhaus.
Im Nebenamt war Kröger Badedirektor von Bad Nenndorf und ab 1872 Staatskommissar für die Enteignung der Hannover-Altenbekener Eisenbahn-Gesellschaft. 1890 wurde er zum Geheimen Regierungsrat ernannt. Am 1. März 1895 trat er in den Ruhestand.

## Auszeichnungen
- Roter Adler-Orden IV. Klasse (1882) und III. Klasse (1895)